# Superpoderosos
Superpoderosos es un álbum de la banda argentina Villanos. Debido a la repercusión del disco y después de llenar Cemento y The Roxy, firman para el sello Warner Music Argentina y editan este álbum en diciembre de 2004, que contiene los temas de “Al poder!” más seis nuevas canciones: “Sin mi”, “Yo te doy” más 4 versiones: “Te hacen falta vitaminas”, “Mi alma lloró”, “Si yo soy así” y “El señor de galilea”. Estas 6 canciones nuevas fueron grabadas y mezcladas por Amilcar Gilabert, y producidas por Niko Villano.

## Lista de canciones
| Superpoderosos |                            |                              |          |  |
| N.º            | Título                     | Escritor(es)                 | Duración |  |
| 1.             | «Sin Mi»                   | Niko Villano                 | 3:30     |  |
| 2.             | «Dios es Argentino»        | Niko Villano                 | 1:04     |  |
| 3.             | «Digo Que Si»              | Niko Villano                 | 2:11     |  |
| 4.             | «Chau Corazón»             | Niko Villano                 | 2:59     |  |
| 5.             | «Yo Te Doy»                | Niko Villano                 | 2:17     |  |
| 6.             | «Amor Satelital»           | Niko Villano                 | 3:45     |  |
| 7.             | «Maldito Rocanrol»         | Niko Villano                 | 2:50     |  |
| 8.             | «Llame Ya!»                | Niko Villano                 | 3:11     |  |
| 9.             | «Barrilete»                | Niko Villano                 | 3:33     |  |
| 10.            | «De nadie más»             | Niko Villano                 | 3:12     |  |
| 11.            | «Pasen y Vean»             | Niko Villano                 | 2:52     |  |
| 12.            | «Amalita»                  | Niko Villano                 | 2:52     |  |
| 13.            | «Alta Tensión»             | Niko Villano                 | 3:49     |  |
| 14.            | «Al Salir»                 | Niko Villano                 | 3:09     |  |
| 15.            | «Pronto Vendrá»            | Niko Villano                 | 3:25     |  |
| 16.            | «Te hacen falta vitaminas» | Gustavo Cerati Hector Bossio | 2:30     |  |
| 17.            | «Mi Alma Lloro»            | Soria                        | 3:26     |  |
| 18.            | «El Señor de Galilea»      | Gene Maclellan               | 1:41     |  |
| 19.            | «Si yo soy así»            | Ricky Espinosa               | 2:40     |  |
| 51:36          |                            |                              |          |  |

## Cortes de Difusión y Videos
- Sin Mí (2004)
- Chau Corazón (2005)
- Llame Ya! (2005)